# Scythropia crataegella
Scythropia crataegella là một loài bướm đêm thuộc họ Yponomeutidae từ Tây lục địa Âu-Á. Được Linnaeus mô tả với danh pháp Phalaena crataegella vào năm 1767, nó là loài điển hình của Scythropia, chi duy nhất được công nhận của họ Scythropiinae, được mô tả bởi Jacob Hübner trong thập niên 1820. Ban đầu (năm 1796), Hübner đã xác định nhầm lòi với loài bướm đêm cỏ Eudonia lacustrata - là loài lớn hơn nhiều và có mối qua hệ xa, nhưng phần nào tương tự trong màu sắc và kiểu dáng - như Phalaena crataegella mô tả bởi Linnaeus
S. crataegella là một loài bướm đêm nhỏ và phổ biến hầu như trên toàn châu Âu; nó không hiện diện ở phía bắc Yorkshire của Anh quốc, và cũng không được ghi nhận tại Iceland và Ireland (ở đó loài này có thể thực sự không hiện diện), ở Bồ Đào Nha (nơi nó có thể không hiện diện), và Slovenia (nơi nó có thể hiện diện nhưng chưa được tìm thấy, như phạm vi của loài này bao gồm các nước xung quanh). Nó là loài khá phổ biến trong phạm vi phân bố.